# غابة يتير

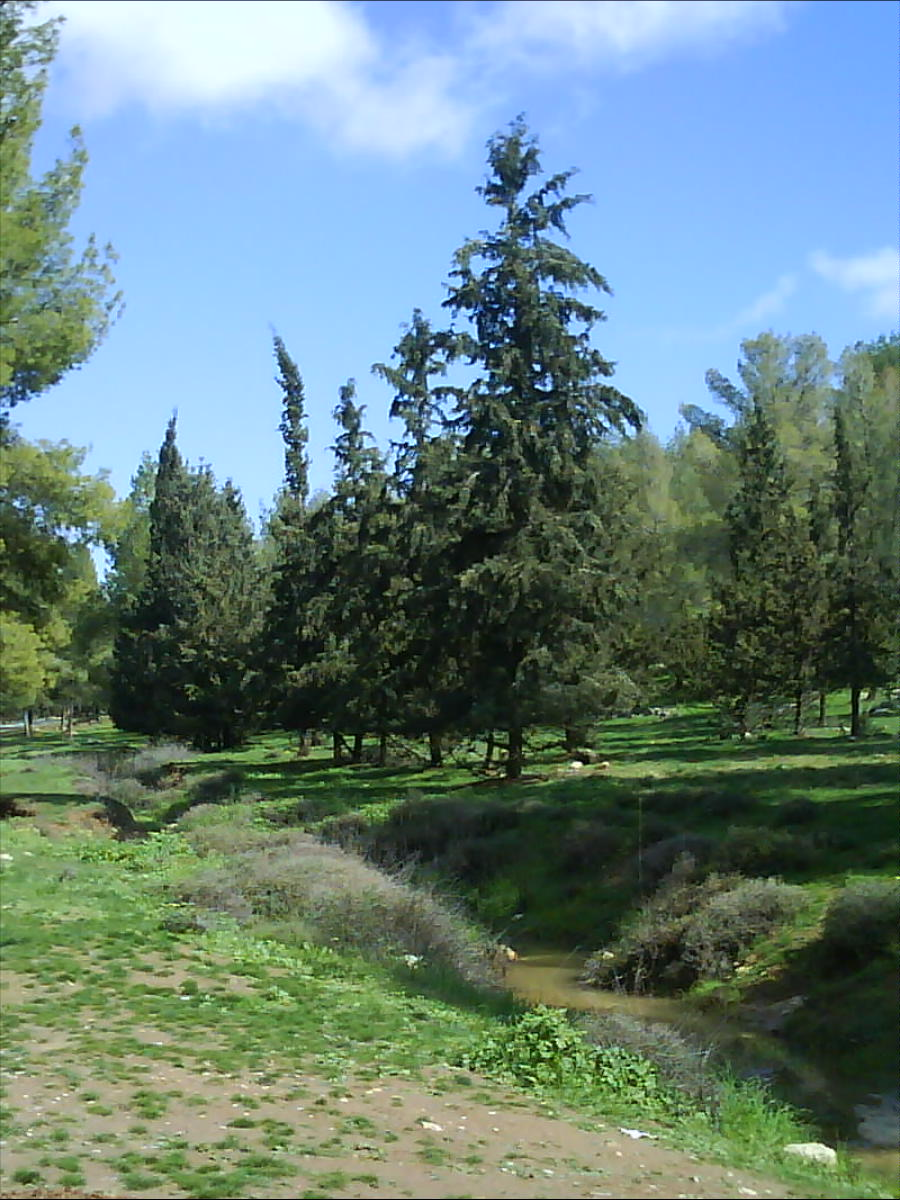
داخل غابة يتير بعد هطول الأمطار

غابة يتير (بالعبرية: יער יתיר) والتسمية مشتقة من خربة عتير العربية، تقع في إسرائيل على المنحدرات الجنوبية لمحافظة الخليل وعلى الحافة الشمالية لصحراء النقب. تغطي الغابات مساحة 30،000 دونم (30 كيلومتر مربع)، وتعد أكبر غابة مزروعة في فلسطين التاريخية.

## أنواع الأشجار
زرعت الغابة بالأشجار لأول مرة في عام 1964 من قبل الصندوق القومي اليهودي بمبادرة من يوسف ويتز.
وقد تم زرع أكثر من أربعة ملايين شجرة معظمها من الأشجار الصنوبرية - الصنوبر الحلبي والسرو، ولكن هناك أيضا العديد من أنواع الأشجار مثل البطم الأطلسي، بطم فلسطيني، أثل، خروب، زيتون والتين وشجرة الكينا وطلح، وكذلك العنب وأنواع شجيرات أخرى. ولقد تغير المشهد في غابة يتير القاحلة في شمال النقب، على الرغم من تشاؤم العديد من الخبراء. حيث يؤمل أن تكون أداة إيكولوجية رئيسة توقف التصحر على المرتفعات شمال شرق بئر السبع.
تقع الغابات على ارتفاع عال نسبيا (بين 400 و 850 متر فوق مستوى سطح البحر) في منطقة شبه قاحلة يبلغ متوسط هطول الأمطار السنوي من 300-350 مم ورطوبة منخفضة. وتتكون الأرض من صخور جيرية صلبة وصخور طباشيرية لينة.